# Enoch Svantenius (der Jüngere)
Enoch Svantenius, genannt der Jüngere oder III., auch Enoch Schwante (* 11. März 1652 in Rostock; † 23. Juli 1717 ebenda) war ein deutscher Pädagoge und Dichter.

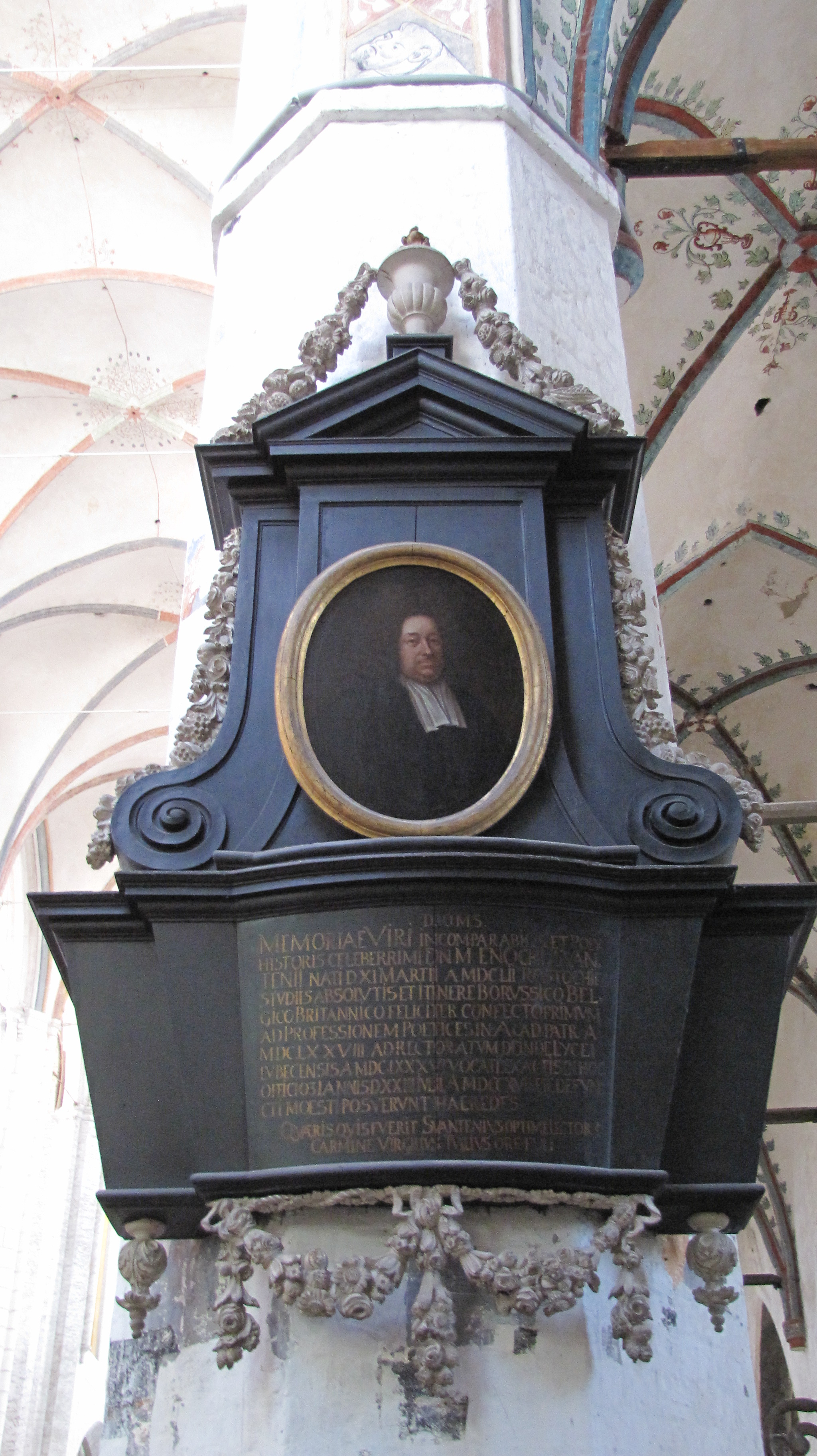
Epitaph in St. Katharinen

## Leben
Er wurde als Sohn des gleichnamigen Archidiakons und späteren Professors der Theologie an der Universität Rostock Enoch Schwante d. Ä. (1618–1674) und der Katharina Tarnow geboren.
Nach dem Studium in Kiel und Rostock wurde er 1671 Magister. 1678 erhielt er den Lehrstuhl für Poetik an der Universität Rostock.
1686 berief ihn der Rat der Stadt Lübeck als Nachfolger von Abraham Hinckelmann zum Rektor des Katharineums.
Schwante ist in der Lübecker Katharinenkirche beigesetzt, wo er
am ersten südlichen Pfeiler des Mittelschiffes ein stattliches Epitaph erhielt.
Sein umfangreiches Werk (Zedler listet 109 Schriften auf) umfasst zum allergrößten Teil Programm- und Personalschriften, von denen nur ein kleiner Teil erhalten ist.